# Enzo Couacaud
Enzo Couacaud (født 1. marts 1995 i Curepipe, Mauritius) er en professionel tennisspiller fra Frankrig.